# 付紐小僧
付紐小僧（つけひもこぞう）は、長野県の南佐久郡田口村大奈良（現・佐久市）に伝わる妖怪。
容姿は7、8歳の人間の子供のようで、紐のほどけた服を着ている。
小豆とぎ屋敷という屋敷に、夕方になると現れる。ほどけた服の紐を結んでやろうと誰かが近づくと、その者は付紐小僧にだまされて一晩中歩かされる羽目になり、夜が明ける頃になってようやく家へ帰ることができるという。そのために夜遅くまで外で遊んでいる子供は「付紐小僧が出るぞ」と言って家へ呼び戻された。
小豆とぎ屋敷とは、その名の通り小豆とぎ（小豆洗い）が住んでいる屋敷といわれ、付紐小僧を小豆とぎの相棒とする説もある。